# Șimian (župa Bihor)
Șimian (maďarsky Érsemjén) je rumunská obec v župě Bihor. Žije zde přibližně 3 500 obyvatel. V roce 2011 se 64 % obyvatel hlásilo k maďarské národnosti. Obec se skládá ze tří částí. Území obce sousedí s Maďarskem.

## Části obce
- Șimian – 2 156 obyvatel
- Șilindru – 971 obyvatel
- Voivozi – 413 obyvatel

## Rodáci
- Ferenc Kazinczy (1759–1831) – maďarský šlechtic a jazykovědec